# The Dig
The Dig è un videogioco di fantascienza di tipo avventura grafica sviluppato e commercializzato dalla LucasArts nel 1995 per DOS, Mac e Windows/OSX. Il soggetto del videogioco è del regista cinematografico Steven Spielberg mentre la sceneggiatura è di Sean Clark e Orson Scott Card. Il game design si deve a Clark, su materiale dell'ideatore originale Brian Moriarty.
Basato sul motore SCUMM, permette al giocatore di agire come il capitano di una missione spaziale, Boston Low. Il gioco è incentrato sulla soluzione di enigmi tramite la combinazione dei diversi oggetti trovati nelle varie ambientazioni.

## Trama
La storia comincia sulla Terra, in un osservatorio spaziale nel Borneo. L'asteroide Attila è in procinto di schiantarsi sulla Terra. Per questo la NASA organizza una spedizione, il cui scopo sarà collocare due cariche nucleari in punti strategici di Attila. I cinque membri dell'equipaggio sono:
- il comandante Boston Low, un militare addestrato e pronto a fronteggiare le più intricate situazioni per la sopravvivenza di tutti;
- il Dr. Ludger Brink, un esperto archeologo e geologo, con accento simile a quello russo;
- Maggie Robbins, giornalista abile nel tradurre e parlare molte lingue;
- Cora Miles, la responsabile hardware;
- Ken Borden, un pilota qualificato.

Grazie a uno shuttle i tre astronauti, col supporto di Miles e Borden che rimangono nella navetta, riescono a piazzare delle cariche atomiche sulla sua superficie, deviando la traiettoria del corpo celeste. Scoprono poi che quest'ultimo è cavo e, al suo interno, ritrovano delle lastre metalliche d'origine aliena: l'asteroide si rivela essere una navicella spaziale. Una volta posizionate le lastre su un piedistallo, i tre vengono trasportati su un pianeta alieno.
Sul pianeta trovano i resti, come tram e ponti di luce, di un'antica civiltà tecnologicamente avanzata, oltre ad alcune forme di vita indigene, come tartarughe spaziali, creature simili a pipistrelli e mostri marini. Il responsabile scientifico della missione, Brink, morto in seguito a una caduta, è resuscitato per mezzo di alcune particolari pietre. Brink però impazzisce, cercando di produrre sempre più pietre, diventate per lui come una droga.
La storia prosegue, man mano che il giocatore risolve gli enigmi sparsi per il pianeta, rivelando sempre più informazioni sulla civiltà aliena. Quest'ultima aveva raggiunto un livello tecnologico molto avanzato, tanto da riuscire ad entrare in una dimensione da cui però non riescono ad uscire.
Alla fine gli astronauti riescono a far ritornare gli antichi abitanti del pianeta che li aiutano a rientrare sulla Terra. Il video finale ha una piccola variazione a seconda che si mantenga o meno una promessa fatta a Maggie Robbins durante il gioco.

## Modalità di gioco
I personaggi sono disegnati nel classico stile Lucas, come quelli di Indiana Jones and the Fate of Atlantis o dei primi due episodi di Monkey Island. La risoluzione di 320×200 punti risultava arretrata rispetto alle contemporanee sperimentazioni con il 640×480. I fondali sono realistici, disegnati con dovizia di dettagli, realismo e varietà cromatica. Le sequenze animate in 3D sono state realizzate dalla Industrial Light & Magic. The Dig cambia decisamente registro rispetto alle precedenti avventure LucasArts, di tono umoristico: affronta infatti temi cruciali come quello della mortalità dell'uomo.
La colonna sonora è composta da Micheal Land, già autore delle musiche di Monkey Island. La maggior parte della colonna sonora è riprodotta da un sintetizzatore K2000, con l'aggiunta delle registrazioni di alcuni strumenti live. I temi sono composti da lunghi tappeti di tastiere, al confine tra la musica classica e la new age sullo stile di Vangelis (ad esempio il tema iniziale di Blade Runner). Tra i pezzi utilizzati vi sono anche delle citazioni riprese da Wagner. Spesso la musica segnala alcuni momenti cruciali o di forte impatto emotivo aumentando di volume.
L'interfaccia adotta per la prima volta la formula per cui è sufficiente evidenziare un hotspot col cursore perché compaia una definizione, e cliccarvi sopra conduce il personaggio a compiere direttamente l'azione giusta. Col tasto destro si richiama l'inventario, da cui si selezionano gli oggetti da usare. Non esistono verbi: l'interfaccia, a seconda dell'oggetto che viene cliccato, esegue l'azione adeguata. I personaggi non possono correre, ma se si vuole uscire rapidamente da una schermata si può cliccare due volte sul bordo e la scena cambia immediatamente. È necessario il pixel hunting in alcune situazioni.

## Storia della sceneggiatura
In origine Steven Spielberg aveva in mente di fare del copione di questo videogioco un episodio della sua serie TV sci-fi Storie incredibili, e successivamente un film, che nelle sue intenzioni avrebbe dovuto trovarsi a metà tra Il pianeta proibito e Il tesoro della Sierra Madre. Il progetto, però, non andò in porto per via dei costi proibitivi che la realizzazione avrebbe richiesto. Allora Spielberg pensò ad un videogioco, e da appassionato dei giochi d'avventura e intimo amico di George Lucas, si rivolse alla LucasArts nel 1989. Contattò Ron Gilbert, autore di Monkey Island, e successivamente lo incontrò insieme a Noah Falstein e a un apprendista, Dave Grossman. Il capo progetto divenne Noah Falstein, che scrisse il soggetto originale, molto diverso dal gioco finito; la sua prima idea di game play si collocava al crocevia tra action, RPG e adventure e dava la possibilità di controllare due personaggi contemporaneamente. Data la natura troppo ambiziosa del progetto, Falstein fu sollevato dall'incarico nel 1993 ed al suo posto subentrò Brian Moriarty che decise di ricominciare da capo l'anno successivo presentando The Dig come sola avventura grafica. Il gioco in via di sviluppo era molto simile alla versione pubblicata due anni dopo, ma aveva una storia sostanzialmente diversa nei contenuti più cupi e, su richiesta di Spielberg stesso, molto più splatter; i personaggi nel pianeta alieno erano inoltre quattro e non tre come nella versione finale. La sua versione esigeva un dispiego di mezzi tale da non poter essere programmata in SCUMM; l'interfaccia avrebbe sostituito delle icone ai verbi d'azione. Diversi contrasti all'interno del team spinsero Moriarty ad abbandonare il progetto, che rimase in assenza di un responsabile. Nell'interregno si succedettero Dave Grossman e Steve Dautermann, aiutato da Hal Barrow. Il testimone passò poi a Sean Clark, che pretese il ritorno allo SCUMM, optò per l'interfaccia col puntatore intelligente, apportò modifiche sensibili alla trama e cambiò i doppiatori che prestavano voce ai personaggi. The Dig fu quindi distribuito dopo cinque anni, nel 1995.

## Accoglienza
Il titolo ha venduto più di 300000 copie a livello mondiale, registrando un picco di vendite in casa Lucas. La ricezione critica fu tendenzialmente positiva.

## Requisiti di sistema
Il gioco è stato distribuito su CD-ROM, in versione DOS e Mac OS. Da luglio 2009 è disponibile anche su Steam, la piattaforma di distribuzione digitale prodotta e gestita da Valve.
Per la versione PC i requisiti erano:
- Processore 486 DX2 a 66 MHz
- 8 MB di RAM
- 1 MB di spazio su disco rigido
- Scheda video VGA a 256 colori
- sistema operativo DOS 6.0